# 10-й Конгресс США
Деся́тый Конгре́сс США — заседание Конгресса США, действовавшее в Капитолии в Вашингтоне с 4 марта 1807 года по 4 марта 1809 года в период седьмого и восьмого года президентства Томаса Джефферсона. Распределение мест в Палате представителей было основано на второй переписи населения Соединённых Штатов в 1800 году. В обеих палатах было демократическо-республиканское большинство.

## Важные события
- 22 мая 1807 года — бывший вице-президент США Аарон Бёрр был обвинён в государственной измене.
- 25 июня 1807 года — британский линейный корабль 4-го ранга «Леопард» взял на абордаж фрегат ВМС США «Чесапик».
- 17 августа 1807 года — «Клермонт», первый американский пароход Роберта Фултона, вышел из Нью-Йорка в Олбани, штат Нью-Йорк, на реке Гудзон, открыв первое коммерческое пароходство в мире.
- 1 сентября 1807 года — Аарон Бёрр оправдан по обвинению в государственной измене.
- 1 января 1808 года — ввоз рабов в США запрещён.
- 3 февраля 1809 года — территория Иллинойса была организована из части территории Индианы.

## Сессии
- 1-я сессия: 26 октября 1807 – 25 апреля 1808
- 2-я сессия: 7 ноября 1808 – 3 марта 1809

## Ключевые законы
- Закон об эмбарго (англ. Embargo Act of 1807; от 22 декабря 1807 года)
- Закон о милиции (англ. Militia Act of 1808; от 23 апреля 1808)
- Закон о запрете сношений (англ. Non-Intercourse Act; от 1 марта 1809)

## Членство

### Сенат
| Начало | 34 | 0 | 28 | 6 |
| Конец  | 34 | 0 | 28 | 6 |

### Палата представителей
| Начало | 140 | 2 | 115 | 25 |
| Конец  | 142 | 0 | 115 | 27 |

## Руководство
|  |                                  |                                         |                                           |                                          |                                                    |  |
|  | Джордж Клинтон, президент Сената | Сэмюэл Смит, временный президент Сената | Стивен Брэдли, временный президент Сената | Джон Милледж, временный президент Сената | Джозеф Брэдли Варнум, спикер Палаты представителей |  |

### Сенат
- Председатель:
  - Джордж Клинтон (Демократическо-республиканская партия) с 4 марта 1805 года
- Временный президент:
  - Сэмюэл Смит (Демократическо-республиканская партия), с 2 декабря 1805 года по 6 ноября 1808 года
  - Джозеф Брэдли Варнум (Демократическо-республиканская партия), с 28 декабря 1808 года по 8 января 1809 года
  - Джон Милледж (Демократическо-республиканская партия), с 30 января 1809 года

### Палата представителей
- Спикер
  - Джозеф Брэдли Варнум (Демократическо-республиканская партия), с 26 октября 1807 года

## Комитеты

### Сенат
- Комитет по аудиту и контролю за условными расходами Сената (англ. Committee to Audit and Control the Contingent Expenses of the Senate) (председатель: Джон Куинси Адамс)
- Комитет полного состава (англ. Committee of the Whole)

### Палата представителей
- Комитет по счетам (англ. Committee on Accounts) (председатель: Николас Мур)
- Комитет по вопросам претензий (англ. Committee on Claims) (председатель: Дэвид Холмс)
- Комитет по вопросам торговли и производства (англ. Committee on Commerce and Manufactures) (председатель: Томас Ньютон)
- Комитет по вопросам выборов (англ. Committee on Elections) (председатель: Уильям Финдли)
- Комитет по вопросам пересмотра и незавершенным делам (англ. Committee on Revisal and Unfinished Business) (председатель: Джон Клоптон)
- Комитет по вопросам правил (англ. Committee on Rules)
- Комитет по вопросам стандартов официального поведения (англ. Committee on Standards of Official Conduct)
- Комитет по вопросам путей и средств (англ. Committee on Ways and Means) (председатель: Джордж Кэмпбелл)
- Комитет по общественным землям (англ. Committee on Public Lands) (председатель: Джон Бойл, затем Джеремайя Морроу)
- Комитет почты и почтовых дорог (англ. Committee on Post Office and Post Roads) (председатель: Джон Рей)
- Комитет округа Колумбия (англ. Committee on the District of Columbia) (председатель: Джозеф Льюис-младший)
- Комитет полного состава (англ. Committee of the Whole)

### Совместные комитеты
- Объединённый комитет по вопросам внесения законопроектов (англ. Joint Committee on Enrolled Bills)
- Объединённый комитет по библиотеке (англ. Joint Committee on the Library)

## Офицеры

### Директораагентств законодательной власти
- Архитектор Капитолия: Бенджамин Латроб, с 6 марта 1803 года
- Библиотекарь Конгресса: Джон Дж. Бекли, с 29 января 1802 по 8 апреля 1807 года
- Библиотекарь Конгресса: Патрик Магрудер, с 6 ноября 1807 года

### Сенат
- Капеллан: Джон Сэйрз (Епископальная церковь), с 3 декабря 1806 года по 10 ноября 1807 года
- Капеллан: Александер Маккормик (Епископальная церковь), с 10 ноября 1807 года по 9 ноября 1808 года
- Капеллан: Роберт Эллиотт (Пресвитерианство), с 10 ноября 1808 года
- Секретарь: Сэмюэл А. Отис, с 8 апреля 1789
- Привратник: Джеймс Мазерс с 7 апреля 1789

### Палата представителей
- Капеллан: Роберт Эллиотт (Пресвитерианство), с 1 декабря 1806 года по 30 октября 1807 года
- Капеллан: Обадайя Браун (Баптист), с 30 октября 1807 года
- Клерк: Джон Дж. Бекли, с 7 декабря 1801 по 8 апреля 1807 года (умер)
- Клерк: Патрик Магрудер, с 26 октября 1807 года
- Привратник: Томас Клэкстон, с 1795 года
- Сержант по оружию: Джозеф Уитон, с 12 мая 1789 по 27 октября 1807 года
- Сержант по оружию: Томас Данн, с 27 октября 1807 года